# Mesure (mathématiques)
Pour les articles homonymes, voir Mesure.

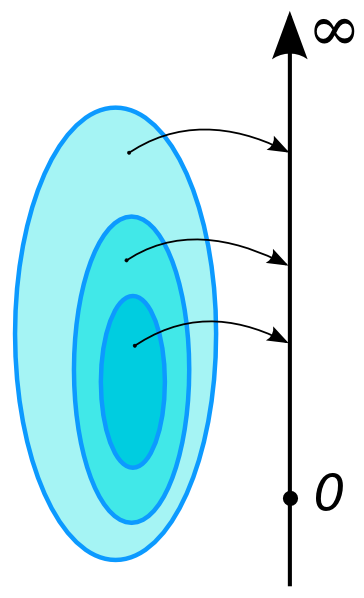
De façon informelle, une mesure a la propriété d'être monotone : si l'ensemble E est un sous-ensemble de F, la mesure de E est inférieure ou égale à celle de F. De plus, on impose à la mesure de l'ensemble vide la valeur 0.

En mathématiques, une mesure positive (ou simplement mesure quand il n'y a pas de risque de confusion) est une fonction qui associe une grandeur numérique à certains sous-ensembles d'un ensemble donné. Il s'agit d'un important concept en analyse et en théorie des probabilités.
Intuitivement, la mesure d'un ensemble ou sous-ensemble est similaire à la notion de taille, ou de cardinal pour les ensembles discrets. Dans ce sens, la mesure est une généralisation des concepts de longueur, aire ou volume dans des espaces de dimension 1, 2 ou 3 respectivement.
L'étude des espaces munis de mesures est l'objet de la théorie de la mesure.

## Définition
Définition — Soit {\displaystyle (X,{\mathcal {A}})} un espace mesurable, c'est-à-dire, un couple {\displaystyle (X,{\mathcal {A}}),} où {\displaystyle X} est un ensemble et {\displaystyle {\mathcal {A}}} est  une tribu sur {\displaystyle X}. Une application {\displaystyle \mu } définie sur {\displaystyle {\mathcal {A}}} à valeurs dans {\displaystyle [0,+\infty ]} est appelée mesure lorsque les deux propriétés suivantes sont satisfaites :
- L'ensemble vide a une mesure nulle, autrement dit,{\displaystyle \mu \left(\varnothing \right)=0}.
- L'application {\displaystyle \mu } est σ-additive, c'est-à-dire que, si {\displaystyle E_{1},E_{2},\dots } est une famille dénombrable de parties de {\displaystyle X} appartenant à {\displaystyle {\mathcal {A}}} et si ces parties sont deux à deux disjointes alors,

## Terminologies connexes
- Lorsqu'on dispose d'une mesure μ sur un espace  mesurable {\displaystyle (X,{\mathcal {A}})}, on dit que le triplet {\displaystyle (X,{\mathcal {A}},\mu )} est un espace mesuré[1] ;
- Pour S ensemble mesurable (c'est-à-dire pour {\displaystyle S\in {\mathcal {A}}}), la valeur μ(S) est appelée la mesure de S[2] ;
- Lorsque μ(X) est fini, on parle de mesure finie ou mesure bornée[3] ;
- Lorsque μ(X) = 1, on parle de mesure de probabilité. Le triplet {\displaystyle (X,{\mathcal {A}},\mu )} est alors appelé un espace probabilisé. Voir pour ce cadre l'article axiomes des probabilités[3].
- Lorsqu'il existe un recouvrement dénombrable de X par des sous-ensembles de mesure finie, c'est-à-dire, plus formellement, lorsqu'il existe une suite {\displaystyle (E_{n})_{n\in \mathbb {N} }} d'éléments de la tribu, tous de mesure finie, avec

on parle de mesure σ-finie. Quitte à remplacer chaque {\displaystyle E_{k}} par {\displaystyle E_{0}\cup \ldots \cup E_{k},} on peut supposer que la suite de sous-ensembles figurant dans la définition est croissante pour l'inclusion.
- Un sous-ensemble S de X est dit négligeable lorsqu'il est inclus dans un T appartenant à la tribu {\displaystyle {\mathcal {A}}} et de mesure nulle[6].
- La mesure μ est dite complète lorsque tout ensemble négligeable appartient à la tribu {\displaystyle {\mathcal {A}}}[7].
- Fonction mesurable.

## Propriétés
Les propriétés suivantes s'obtiennent sans mal à partir des axiomes précédents :
- Additivité : Si E1 et E2  sont deux ensembles mesurables disjoints, µ(E1  ∪ E2)  = µ(E1)  + µ(E2).
- Monotonie : Si E1 et E2 sont deux ensembles mesurables tels que  E1 est un sous-ensemble de E2, alors μ(E1) ≤ μ(E2).
- Continuité à gauche : Si E1, E2, E3, … sont des ensembles mesurables et si En est un sous-ensemble de En+1 pour tout  n, alors la réunion  E des ensembles En est mesurable et μ(E) = lim μ(En).
- Continuité à droite : Si E1, E2, E3, … sont des ensembles mesurables et si, pour tout n, En+1 est un sous-ensemble de En, alors l'intersection E des ensembles En est mesurable ; de plus, si au moins l'un des ensembles  En a une mesure finie, alors μ(E) = lim μ(En).

## Exemples
Voici quelques exemples importants de mesure :
- la mesure de dénombrement (ou mesure de comptage) est définie par μ(S) = nombre d'éléments dans  S[9] ;
- la mesure de Dirac μa associée à un point a de X est définie par μa(S) = χS(a), où χS est la fonction indicatrice de S.  En d'autres termes, la mesure d'un ensemble est égale à 1 si celui-ci contient le point a et à 0 sinon ;
- la mesure de densité une fonction mesurable positive ƒ par rapport à une autre mesure positive μ est souvent notée ƒ.μ ;
- la mesure de Lebesgue (restreinte aux boréliens) est l'unique mesure invariante par translation définie sur la tribu borélienne de ℝ et telle que μ([0,1]) = 1 ;
- la mesure de Haar sur un groupe topologique localement compact est une généralisation de la mesure de Lebesgue, également caractérisée par une propriété d'invariance.

## Généralisations
Il existe principalement trois manières, détaillées par la suite, de généraliser la notion de mesure. La première consiste à alléger la structure de tribu sur laquelle est définie la mesure, la seconde consiste à alléger l'hypothèse de σ-additivité et la troisième consiste à agrandir l'espace dans lequel la mesure prend ses valeurs. 
- Dans certains contextes, il est agréable de disposer d'une définition plus générale de mesure pour énoncer brièvement divers résultats. C'est le cas, par exemple, lorsque l'on cherche à construire une mesure, au sens classique, par extension d'une fonction σ-additivite définie sur un ensemble qui n'est pas une tribu. Selon les sources le mot « mesure » est employé pour des fonctions vérifiant la propriété de σ-additivité sur des algèbres d'ensembles, anneaux d'ensembles voire semi-anneaux d'ensembles qui sont plus généraux que les tribus. Plus précisément, on pourra utiliser la définition suivante[10] :

Définition — Soit {\displaystyle X} un ensemble et {\displaystyle {\mathcal {C}}} un ensemble de parties de {\displaystyle X} contenant l'ensemble vide. Une application {\displaystyle \mu } définie sur {\displaystyle {\mathcal {C}}} à valeurs dans {\displaystyle [0,+\infty ]} est appelée mesure lorsque les deux propriétés suivantes sont satisfaites :
- L'ensemble vide a une mesure nulle, autrement dit,{\displaystyle \mu \left(\varnothing \right)=0}.
- L'application {\displaystyle \mu } est σ-additive, c'est-à-dire que, si {\displaystyle E_{1},E_{2},\dots } est une famille dénombrable de parties de {\displaystyle X} appartenant à {\displaystyle {\mathcal {C}}}, si ces parties sont deux à deux disjointes et si leur réunion E est aussi un élément de {\displaystyle {\mathcal {C}}}, alors la mesure μ(E) de cette réunion est égale à la somme des mesures des parties, en somme,

- Les mesures simplement additives généralisent la notion de mesure dans le sens ou la σ-additivité est remplacée par l'additivité finie. De plus, il n'est plus nécessaire que l'ensemble de définition soit une tribu. Il est en général seulement supposé que cet ensemble soit un anneau d'ensemble. La densité asymptotique est un exemple de fonction vérifiant l'additivité finie. Il faut cependant faire attention car l'ensemble des parties d'entiers qui ont une densité asymptotique définie n'est pas stable par union finie, ce n'est donc pas un anneau d'ensembles.
- Dans certains cas, il est utile d'avoir une « mesure » dont les valeurs ne sont pas restreintes aux réels positifs et à l'infini. Une fonction σ-additive définie sur une tribu qui prend des valeurs dans la droite réelle achevée, dans le plan complexe, dans un espace de Banach est appelée, respectivement, mesure signée, mesure complexe, mesure vectorielle. Un cas particulier important de mesures vectorielles étant les mesures spectrales qui sont utilisées notamment en analyse fonctionnelle dans le théorème spectral.